# لول لول پول
لول لول پول (به لاتین: Lol Lol Peul) یک منطقهٔ مسکونی در سنگال است که در ناحیه لوگا واقع شده‌است.